# São Pedro (Celorico da Beira)
São Pedro foi uma freguesia portuguesa do município de Celorico da Beira, com 14,17 km² de área e 1 383 habitantes (2011). Densidade: 97,6 hab/km².
Foi extinta em 2013, no âmbito de uma reforma administrativa nacional, tendo sido agregada às freguesias de Santa Maria e Vila Boa do Mondego, para formar uma nova freguesia denominada União das Freguesias de Celorico (São Pedro e Santa Maria) e Vila Boa do Mondego da qual é a sede.

## População
★ 	Com lugares desta freguesia foi criada em 1988 a freguesia de Casas do Soeiro

| Totais e grupos etários | Totais e grupos etários | Totais e grupos etários | Totais e grupos etários | Totais e grupos etários | Totais e grupos etários | Totais e grupos etários | Totais e grupos etários | Totais e grupos etários | Totais e grupos etários | Totais e grupos etários | Totais e grupos etários | Totais e grupos etários | Totais e grupos etários | Totais e grupos etários | Totais e grupos etários |
| ----------------------- | ----------------------- | ----------------------- | ----------------------- | ----------------------- | ----------------------- | ----------------------- | ----------------------- | ----------------------- | ----------------------- | ----------------------- | ----------------------- | ----------------------- | ----------------------- | ----------------------- | ----------------------- |
|                         | 1864                    | 1878                    | 1890                    | 1900                    | 1911                    | 1920                    | 1930                    | 1940                    | 1950                    | 1960                    | 1970                    | 1981                    | 1991                    | 2001                    | 2011                    |
|                         | 1 089                   | 1 466                   | 1 583                   | 1 798                   | 1 714                   | 1 603                   | 1 821                   | 2 024                   | 2 036                   | 1 676                   | 1 453                   | 1 589                   | 1 082                   | 1 387                   | 1 383                   |
| i)                      |                         |                         |                         |                         |                         |                         |                         |                         |                         |                         |                         |                         |                         | 195                     | 199                     |
| ii)                     |                         |                         |                         |                         |                         |                         |                         |                         |                         |                         |                         |                         |                         | 183                     | 141                     |
| iii)                    |                         |                         |                         |                         |                         |                         |                         |                         |                         |                         |                         |                         |                         | 680                     | 676                     |
| iv)                     |                         |                         |                         |                         |                         |                         |                         |                         |                         |                         |                         |                         |                         | 329                     | 367                     |

```
i)
 0 aos 14 anos;
 ii)
 15 aos 24 anos; 
iii)
 25 aos 64 anos; 
iv)
 65 e mais anos	
```

## Heráldica
BRASÃO Escudo de azul, cinco besantes de ouro, alinhados em faixa, em chefe, duas chaves, uma de ouro e outra de prata, passadas em aspa, entre dois ramos de oliveira de ouro, frutados de prata; em campanha, rochedo de prata, realçado de negro e movente da ponta. Coroa mural de prata de três torres. Listel branco, com a legenda a negro em maiúsculas : «CELORICO – S. PEDRO».

## História
S. Pedro era uma das duas freguesias da zona urbana de Celorico da Beira. Anteriormente existiam na vila de Celorico da Beira quatro freguesias: Stª. Maria, S. Pedro, Stª André e S. Martinho.
A Freguesia nasce associada à paróquia de S. Pedro que é de remota criação tendo a igreja, situada no  Largo do Rossio, hoje Largo Tenente Coronel Magalhães Osório,  sido fundada em  1230 pelos Templários, vendo-se ainda à retaguarda, cravadas no solo algumas pedras com as cruzes gravadas.
A Igreja de S. Pedro deve ainda ser olhada sob o ponto de vista histórico, por nela ter sido baptizado o Grande Herói Celoricense Artur de Sacadura Cabral.
A freguesia de S. Martinho foi extinta em 1834 e incorporada na freguesia de S. Pedro, o que criou uma série de dificuldades na divisão das freguesias em Celorico da Beira.
A este facto não é alheio certamente o ordenamento do espaço físico da Vila, cuja freguesia de Sta. Maria, que se estende em torno do Castelo, parte mais antiga de Celorico da Beira, com todos os seus condicionantes físicos não permite o desejado crescimento e, enquanto a freguesia de S. Pedro, na parte exterior, permite a expansão da construção segundo as necessidades.
Hoje, a freguesia de S. Pedro é a que alberga a maior parte das infra-estruturas e dos serviços da Vila de Celorico da Beira.
S. Pedro foi uma freguesia dinâmica, em constante movimento, a tomar como exemplo para muitas vilas de idêntica dimensão no nosso Portugal, oferecendo serviços e trabalho à maior parte dos habitantes da Vila de Celorico da Beira.
Alberga a parte mais moderna da vila. Desta freguesia fazem parte o Largo da Corredora, o Cinema-Centro Cultural, o Mercado Municipal, a Escola EB2/3 Sacadura Cabral, a Escola do 1º Ciclo, a GNR, o Centro de Saúde, o Cemitério Municipal, etc.
Com as suas escolas e gentes jovens a elas associadas, com as suas feiras, mercados, comércio e seus compradores e vendedores, com os seus serviços e sua procura, a freguesia vive um quotidiano de Vila do interior, apenas quebrado em dias de festa.
O visitante que pretender fazer um passeio pela freguesia, poderá fazê-lo, talvez, indo ao encontro das suas igrejas e capelas, passeando-se nas ruas e largos, desfrutando no Bairro da Corredora de um ponto de contemplação da freguesia de Sta. Maria e do Castelo de Celorico da Beira.
Em São Pedro a “Lenda da Truta” que está ligada ao Brasão da Vila de Celorico da Beira, continua a ser contada de geração em geração.

## Lenda da Truta
No ano de 1245, sendo alcaide do castelo Fernão Rodrigues Pacheco, foi este cercado por D. Afonso III, visto Celorico continuar fiel ao rei deposto, D. Sancho II, na altura refugiado em Toledo (Espanha). Quando os defensores já lutavam com os horrores da fome não lhes sendo possível resistir por mais tempo, uma águia ao voar sobre o recinto do castelo deixou cair uma truta que naturalmente tinha apanhado no rio Mondego.
Esta ocorrência inspirou ao alcaide a feliz lembrança de a mandar cozinhar cuidadosamente, enviando-a de presente ao inimigo, acompanhada de uma mensagem em que dizia que iria persistir na defesa do castelo, pois além de possuir bons cavaleiros, estava provido de mantimentos, como a comprovava a truta que lhe enviava. Julgando que aquele peixe era uma pequena amostra do que existia dentro da praça cercada, o inimigo decidiu levantar o cerco por não conseguir render os Celoricenses pela fome, sabendo que pelas armas era uma superior às suas forças.

## Actividades Económicas
Situada na parte mais moderna da Vila de Celorico da Beira, possui a maior parte das infra-estruturas e dos serviços. Deve-se ao ordenamento do espaço físico da vila, em virtude de a Freguesia de Santa Maria ser constituída na sua maior parte pela zona antiga, em redor do castelo  «zona histórica»  Assim, o crescimento da vila é feito na Freguesia de S. Pedro, devido ao facto de a sua localização confluir com a estrada nacional.
É nesta dinâmica que São Pedro está em constante movimento, com o aparecimento de novos comércios, é também onde a maior parte da população do concelho trabalha, no que diz respeito ao sector terciário.

## Património
- Estátua de Artur Sacadura Cabral
- Igreja S. Pedro
- Capela de S. João
- Edifício Conde Ferreira
- Escultura ao Produtor de Queijo da Serra
- Cruz de Gerus
- Barroco D’el Rei
- Capela de Sta. Eufémia
- Nossa Senhora de Fátima
- Capela do Senhor do Calvário
- Igreja do Espírito Santo da Aldeia da Serra
- Janelas Manuelinas